# Hadraule elongatula
Hadraule elongatula – gatunek chrząszcza z rodziny czerwikowatych.

## Taksonomia
Gatunek ten opisany został po raz pierwszy w 1827 roku przez Leonarda Gyllenhala pod nazwą Cis elongatulus. W 1859 roku przeniesiony został do nowego rodzaju Hadraule przez Carla Gustafa Thomsona.

## Morfologia
Chrząszcz o wydłużonym, z wierzchu lekko spłaszczonym ciele długości od 1,5 do 1,6 mm. Głowa jest smoliście czarna, o płaskich oczach. Czułki są żółtawe, zbudowane z dziewięciu członów, z których trzy ostatnie formują buławkę. Smoliście czarne, poprzecznie prostokątne przedplecze jest matowe wskutek drobnego punktowania. Lekko połyskujące, ciemnobrązowe pokrywy mają szeregi bardzo krótkich, sterczących szczecinek oraz rzędy gęsto rozmieszczonych punktów. Odnóża są żółtawe. Przednia ich para ma niezmodyfikowane wierzchołki goleni. Spód ciała jest czarny.

## Ekologia i występowanie
Owad saproksyliczny. Bytuje pod przegrzybiałą korą buków, świerków i jodeł oraz w murszejącym drewnie brzóz.
Gatunek pierwotnie palearktyczny, ale zawleczony do nearktycznej Ameryki Północnej. W Europie znany jest z Wielkiej Brytanii, Francji, Niemiec, Austrii, północnych Włoch, Szwecji, Norwegii, Finlandii, Łotwy, Polski, Czech, Słowacji, Węgier, Albanii, Grecji oraz europejskiej części Rosji, a w Afryce z Algierii. W Europie jest jedynym przedstawicielem rodzaju.
W Polsce znajdywany jest bardzo rzadko, podawany z nielicznych krain. Na „Czerwonej liście zwierząt ginących i zagrożonych w Polsce” umieszczony został jako gatunek narażony na wymarcie (VU).